# فتحي إمبابي
فتحي إمبابي (1949 -) هو أديب وروائي وقاص مصري

## حياته ونشأته
وُلد عام 1949، وتخرج من كلية الهندسة، وكان أحد قادة الحركة الطلابية في مصر خلال سبعينيات القرن العشرين، ومن ثم تأثرت أعماله الأدبية كثيرًا بتلك الفترة، وبالتحولات السياسية والاجتماعية التي حدثت في مصر في أعقاب حرب حزيران عام 1967، ثم اتفاقية السلام، وما تلاها، فكتب فتحي إمبابي في الأدب السياسي والاجتماعي، كما ألف مسلسلا تليفزيونيًا واحدًا هو مسلسل «طيور الشمس» الذي عرضه التليفزيون المصري في عام 2002، وأخرجه المخرج هاني لاشين، وقام ببطولته هشام سليم، وحسن حسني، وشيرين، وأحمد خليل.

## مؤلفاته
ألف فتحي إمبابي العديد من المؤلفات التي تنوعت ما بين الأعمال الفكرية، والأدب السياسي، والمجوعات القصصية، والروايات، ومنها:
- العرس (رواية): صدرت عام 1980 عن دار ميريت للنشر والتوزيع بالقاهرة.[2]
- نهر السماء (رواية): صدرت عام 1988 عن دار الفكر المعاصر للطباعة والنشر والتوزيع بالقاهرة، ثم أعادت الهيئة المصرية العامة للكتاب بالقاهرة طبعها ضمن مشروع مكتبة الأسرة.[3]
- مراعي القتل (رواية): صدرت عام 1994 عن دار النهر للنشر والتوزيع بالقاهرة.[4]
- أقنعة الصحراء (رواية): صدرت عام 2002 عن دار ميريت للنشر والتوزيع بالقاهرة.[5]
- طيور الشمس (مسلسل): عُرض على التليفزيون المصري في عام 2002، وأخرجه المخرج هاني لاشين، وقام ببطولته هشام سليم، وحسن حسني، وشيرين، وأحمد خليل.[6]
- سهام صبري - زهرة الحركة الطلابية جيل السبعينات: صدر عام 2004 عن دار ميريت للنشر والتوزيع بالقاهرة.[7]
- العلم (رواية): صدرت عام 2007 عن دار الهلال للطباعة والنشر والتوزيع بالقاهرة.[8]
- السبعينيون (مجموعة قصصية): صدرت عام 2009 عن دار إبداع للنشر والتوزيع والترجمة بالقاهرة، وتضمنت 5 قصص قصيرة هي هي «حكايات قديمة»، و«حتى الموت»، و«عطب التفاح»، و«صمت القرنفل»، و«الأيام الأخيرة لصعود الملائكة».[9]
- عتبات الجنة (رواية): صدرت عام 2014 عن الهيئة المصرية العامة للكتاب بالقاهرة.[10][11]
- جوهر الدساتير: صدر عن دار صفصافة للنشر والتوزيع بالقاهرة.
- شرائع البحر الأبيض المتوسط القديم: صدر عام 2018 عن مؤسسة مجاز الثقافية للترجمة والنشر والتوزيع بالقاهرة.[12]
- مستعمرة الجذام (مجموعة قصصية): صدرت عام 2019 عن دار ابن رشد للنشر والتوزيع والترجمة بالقاهرة.[13][14]

## جوائز
حظي فتحي إمبابي بتكريم العديد من الجهات المحلية والعربية، وحصل على عدة جوائز أدبية من أهمها:
- جائزة الدولة التشجيعية للتفوق في الأدب عام 1995 عن روايته «مراعي القتل».
- التكريم في منتدى إذاعة البرنامج الثقافي عام 2017.[15]